# Маликов, Али
Али Маликов — азербайджанский подросток, впервые в истории Азербайджана начавший публично говорить о буллинге в школе. Основатель азербайджанской платформы новостей и сообщества ЛГБТК+ Qiy Vaar, где он рассказывает о би+ видимости, бифобии и моносексизме, также является веганом в феминистской группе «Femkulis». Активно участвует во всех протестах за права и свободы человека. Его можно назвать самым молодым активистом, борющимся за права человека в Азербайджане.

## Биография
Али Маликов родился 4-го апреля 2005 года в Баку. Учился и закончил 244 школу имени Асада Алескерова в 2011—2022 годах. Уже в старших классах учёбы он начал свою борьбу против консервативных взглядов общества, которые ограничивали его свободу.

### Активность
Пытающийся бороться с издевательствами, которым он подвергался с восьмого класса, Али боялся даже выходит в школьный коридор, чувствуя себя в опасности. По его словам, его сверстники пытались физически оскорбить его везде. Из-за его ориентации учителя рвали его тетради и оскорбляли его. Хотя он много раз жаловался директору школы, руководитель учебного заведения игнорировал этот вопрос. Для Али был привлечен психолог из проекта «Школьный друг». Но специалист всего лишь посоветовал ему не обращать внимания на случившееся.
Но Али не хотел мириться издевательствами сверстников, а также учителей. По его словам, учительница русского языка в школе показывала ученикам его фотографии, говоря им, что Али гей и что он портит имидж школы и образования.Ученикам нравятся посты, которые унижают меня и угрожают мне. Некоторые даже обвиняют меня в том, что я насильник и сам хулиган  — писал Маликов в соцсетях. Директор школы в ответ за все эти пытки посоветовал Али не приходить в школу уже в 11-м классе и не беспокоиться из за аттестата, что он получит аттестат, не посещая школу. Но Али в своем интервью для BBC News отметил, что его цель в освещении проблем издевательств не только для него самого, но и для всех учеников, которые подвергаются насилию и издевательствам. Непосещение занятий в школе — это уже ограничение права на образование.
Исследователь Лала Махмудова писала в 2019 году об отсутствии официального документа о случаях насилия учеников и равнодушие администрации в школе Маликова неудивительно. Отмечая, что учащиеся очень часто гомофобно оскорбляют друг друга в школах Азербайджана, автор заявляет, что отсутствие статистических данных один из самых больших препятствий для исследования масштабов дискриминации в школах. Но Али начал бойкотировать школу в знак протеста против всего этого и попытался донести свой голос до всего мира. Между тем, Министерство образования выпустило промо-ролик о травле, побуждая учащихся, родителей и учителей высказываться. Видео вызвало неоднозначную реакцию. Одни пользователи приветствовали инициативу министерства, а другие обвинили министерство в уклонении от ответственности. Маликов призывает соответствующие государственные структуры взять на себя ответственность за происходящее в школах. В интервью OC Media Маликов отмечал, что до тех пор, пока школа не примет соответствующие меры и не предотвратит издевательства и оскорбления не только в отношении него, но и других учеников, он будет бойкотировать школу. Пресс-секретарь уполномоченного по правам человека (омбудсмена) Азербайджана Эмиль Шахзаде в своем заявлении для СМИ сообщил, что заявитель не обращался с официальным обращением в учреждение. Вопрос будет расследован с момента отражения официального обращения в системе. Он только отметил нашу страницу в сообщении, которое он написал в своем аккаунте «Facebook». Это не официальный запрос. Может быть, он думает, что это официальный запрос. Но если гражданин не знает официальной процедуры подачи заявления, он может связаться с нами и получить подробную информацию. Но дело находится на контроле у омбудсмена.
— отмечал Эмиль Шахзаде.
После окончание школы Али продолжает активно бороться за права человека. Он стал одним из инициаторов провести прайд мероприятия, посвященные месяцу гордости в июне 2022 года, впервые в истории страны. «Мы подумали, что месяц гордости, ежегодно отмечаемый во всем мире, должен отмечаться и в Азербайджане; у нас есть для этого веские причины», — говорил Маликов OC Media. И так 9 июня ЛГБТК-активисты Джавид Набиев и Али Маликов, а также феминистка и политическая активистка Рабия Мамедова провели брифинг для журналистов, «чтобы привлечь внимание к проблемам, с которыми сталкиваются ЛГБТК+, выразили протест против дискриминации, и озвучили требования перед государством».
Али также стал одним из активистов которые протестовали суд убийцы, который обезглавил и кастрировал журналиста-гея Аваза Хафизли, и потребовали для него более сурового наказания, чем решение 9 лет ограничение свободы, которое было вынесено судом. Али Маликов заявил PinkNews : «В настоящее время мы не можем следить за судебными процессами над Авазом Хафизли, и мы не можем молчать против этого беззакония… Представители СМИ и активисты ЛГБТК+ собираются каждый раз у здание суда». Али не только борется за права ЛГБТ, но и участвует во всех акциях за права и свободы человека в азербайджанском обществе, разоблачает полицейское насилие и отмечает его недопустимость.